# Wald- und Erlebnisbad Silberteich
Das Wald- und Erlebnisbad „Silberteich“ ist ein Freibad in Seifhennersdorf im Landkreis Görlitz. Es liegt am nördlichen Stadtrand von Seifhennersdorf in ca. 400 m ü.NN und wird von der Stadt Seifhennersdorf betrieben.

## Geschichte
Die erste Erwähnung des nördlich von Seifhennersdorf am Rande des Neugersdorfer Stadtwaldes an einem kleinen Zufluss zur Kaltbach gelegenen Silberteiches erfolgte 1765. Im 19. Jahrhundert entstand südwestlich des alten Silberteiches ein weiterer Fischteich mit Fischerheim, der um 1900 auch für Kahnfahrten genutzt wurde. Bis ins erste Drittel des 20. Jahrhunderts diente der Silberteich vorrangig als bäuerlicher Karpfenteich.
Im Jahre 1929 erwarb die Gemeinde das Silberteichgelände und ließ bis 1931 ein Waldbad mit 10.000 m² Wasserfläche sowie einem Kinderplanschbecken anlegen. Zu dem 7 ha großen Areal des „Volksbades Seifhennersdorf“ gehörten Liege- und Spielwiesen sowie der alte Silberteich, der eine neue Nutzung als Gondelteich erhielt. Südlich des Bades wurde 1932 zwischen dem Kaltbachtal und dem Windmühlenberg die Volksbadsiedlung errichtet. Den vorläufigen Abschluss der Errichtung des Erholungsgebietes Silberteich bildete 1937 der Bau der Silberteichbaude. 1950 entstand im Wald westlich des Volksbades das Zentrale Pionierlager „Rosa Luxemburg“, das ein Jahr später in die Trägerschaft des VEB Waggonbau Bautzen überging und 1991 in das Kindererholungszentrum Querxenland Seifhennersdorf umgewandelt wurde.
Das nur aus einem großen Becken bestehende Naturbad erschien in den 1990er Jahren nicht mehr zeitgemäß und wurde zum Erlebnisbad umgestaltet. Dabei wurde das alte Schwimmbecken verkleinert und an seinem südlichen Rand ein Edelstahlbecken mit dem Schwimmerbereich und einer 25-Meter-Bahn angelegt. Es ist mit Beckensprudel, Strömungskanal, Wasserfontänen und Wasserfall sowie zwei Wasserrutschen von 71 bzw. 15 m Länge ausgestattet. Zur Anlage gehören außerdem ein Kinderplanschbecken, ein Abenteuerspielplatz mit Seilbahn, Rutsche, Schaukel und Kletterwand sowie ein Volleyballfeld und der Gondelteich.